# Itame particolor
Itame particolor là một loài bướm đêm trong họ Geometridae.